# Grand Coulee (Landschaft)

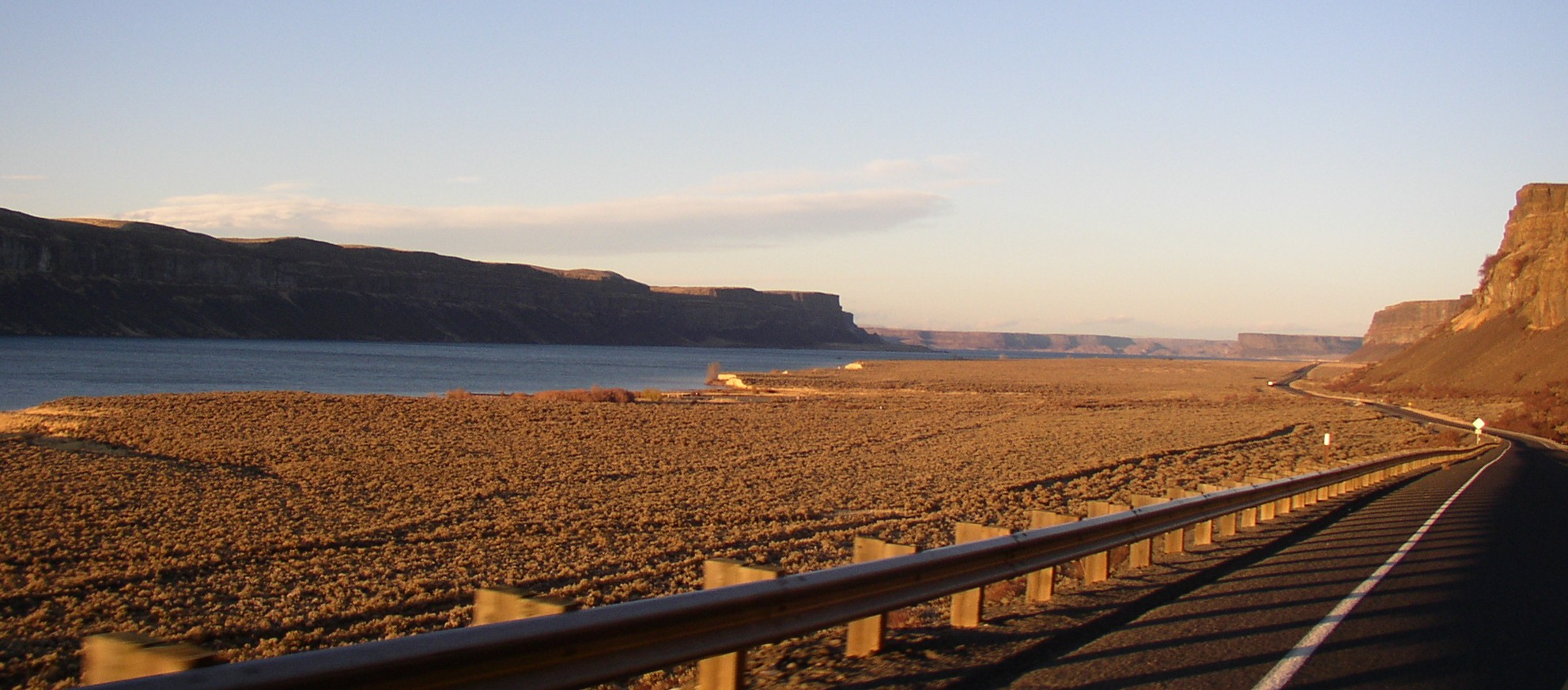
Blick nordwärts in der Grand Coulee

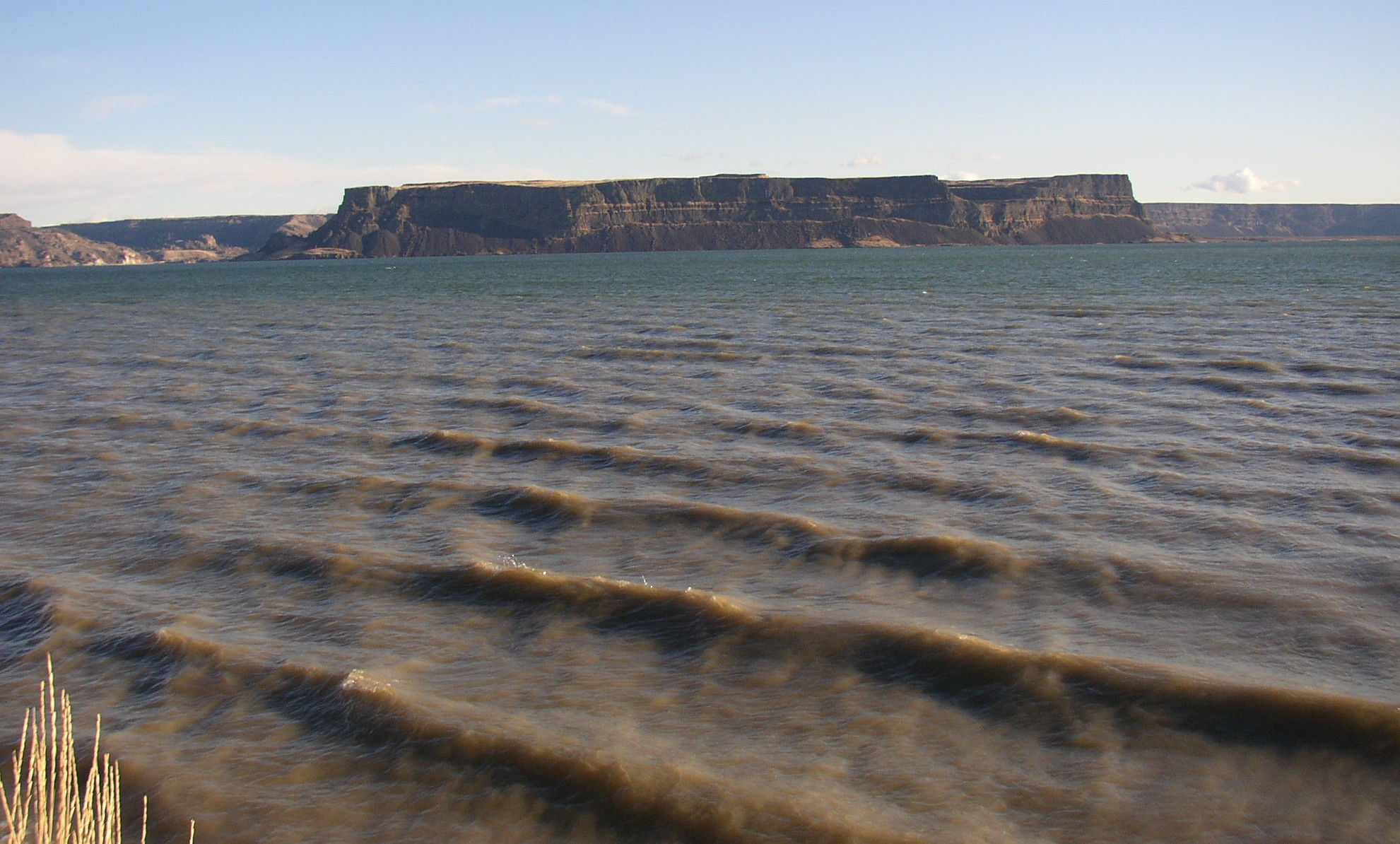
Basalt-Härtling in der Grand Coulee

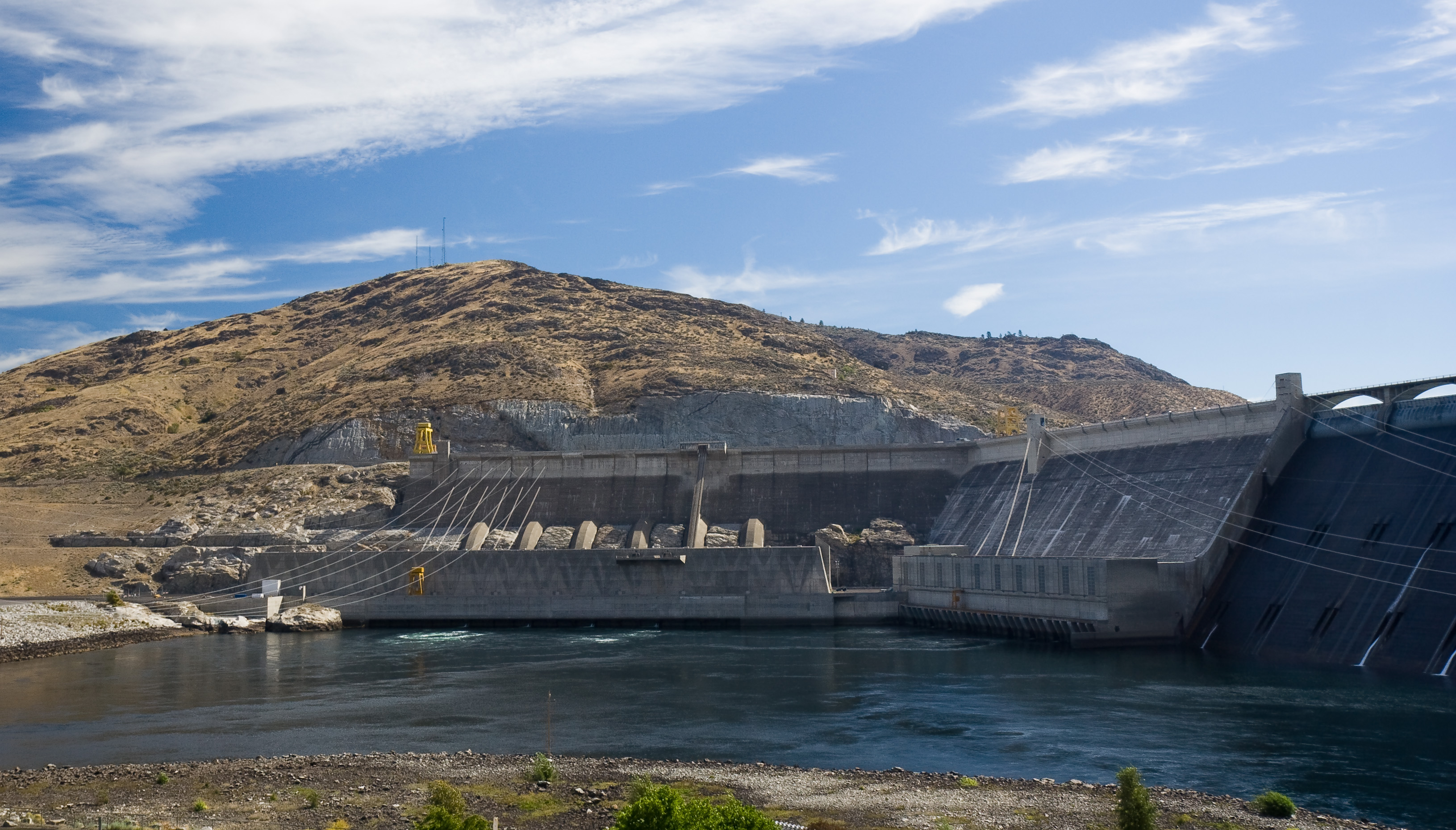
Ein Teil der Grand Coulee wurde im Rahmen des Columbia Basin Project eingedämmt und mit Wasser gefüllt

Die Grand Coulee ist ein uraltes Flussbett im US-Bundesstaat Washington. Diese National Natural Landmark erstreckt sich über 60 Meilen (ca. 100 km) südwestlich vom Grand Coulee Dam bis zum Soap Lake und wird von den Dry Falls in die Upper und die Lower Grand Coulee geteilt.

## Geologie
Die Grand Coulee ist Teil des Columbia River Plateaus. Das Gebiet hat Granit als Grundgestein, welcher vor 40 … 60 Mio. Jahren tief in der Erdkruste entstand. Über Jahrmillionen wurde das Land gehoben und gesenkt, so dass einige kleinere Berge und schließlich ein Binnensee entstanden.
Von etwa 10 … 18 Mio. Jahren vor heute an begann eine Serie vulkanischer Eruptionen in der Grand Ronde Rift nahe den Grenzen der heutigen Staaten Idaho, Oregon, Washington und Montana den Binnensee mit Lava zu füllen. An einigen Stellen sind die Schichten des vulkanischen Basalts 6.600 ft (ca. 2.000 m) dick. An anderen Stellen tritt der Granit der früheren Berge immer noch an die Oberfläche. Viele Tierarten belebten zu jenen Zeiten das Gebiet, darunter Kamele, Pferde und Nashörner.
Während des Pleistozäns vor etwa zwei Millionen Jahren gab es in dem Gebiet eine Periode der Vereisung. Große Teile des nördlichen Nordamerika wurde mehrfach von Eisschilden der Gletscher bedeckt, die zeitweise mehr als 10.000 ft (ca. 3.000 m) dick waren. Periodische Klimawechsel führten zu entsprechenden Vorstößen und Rückzügen des Eises.
Vor etwa 18.000 Jahren stieß ein großer Eis-Finger in das heutige Idaho vor und bildete einen Eisdamm an der Stelle des heutigen Lake Pend Oreille. Er staute den Abfluss des Clark Fork River und schuf so einen riesigen See, der sich bis in die Bergtäler des westlichen Montana erstreckte. Als sich der See vertiefte, begann das Eis zu fließen. Vereinzelt taten sich Lücken auf und vergrößerten sich, so dass der Damm schließlich brach. Die 2.100 km³ des Lake Missoula wurden innerhalb von 48 Stunden freigesetzt – eine gigantische Flut ergoss sich, die der zehnfachen Menge aller Flüsse der heutigen Welt entspricht.
Diese Masse aus Wasser und Eis, die sich vor dem Dammbruch etwa 2.000 ft (ca. 600 m) hoch auftürmte, floss durch das Columbia Basin mit einer Geschwindigkeit von bis zu 105 km/h ab. Die Sintflut schwemmte die Böden weg, grub tiefe Canyons und bewegte bis zu 210 km³ Erde; sie hinterließ Gebiete blanker Einöden.
Mehr als 2.500 Jahre lang wiederholte sich ein solcher Zyklus mehrfach. Der Großteil der bewegten Erdmassen schuf neue Landschaften, doch einiges wurde auch bis in den Pazifik gespült. Im Willamette Valley in Oregon, südlich bis nach Eugene, lagerten die kataklystischen Fluten fruchtbare Böden ab und Eisberge hinterließen zahlreiche Findlinge aus Montana und Kanada. Im Gebiet des heutigen Portland stand das Wasser bis zu 400 ft (122 m) tief. Ein Canyon von 200 ft (61 m) Tiefe wurde in die Grenze des Kontinentalschelfs gegraben. Die netzartige Struktur kann aus dem Weltraum beobachtet werden. Schuttberge von der Höhe vierzigstöckiger Gebäude wurden hinterlassen; Findlinge von der Größe kleiner Häuser und vielen Tonnen Gewicht wurden in der Landschaft verstreut.
Die Schrammen der Gletscher sind bis heute in den exponierten Granitfelsen zu sehen und zahlreiche Findlinge sind in den höheren Bereichen nordwestlich der Grand Coulee zu finden.
Frühe Theorien vermuteten, dass die Gletscher den Columbia River in die heutige Grand Coulee ableiteten und dass die normalen Abflüsse die beobachteten Erosionen hervorriefen. Joseph T. Pardee beschrieb 1910 einen großen eiszeitlichen See, den „Glacial Lake Missoula“, einen Eisstausee mit bis zu 1.970 ft (600 m) Tiefe in Nordwest-Montana und 1940 berichtete er über seine Entdeckung, dass gigantische Dünen (50 ft (15 m) hoch und 200 ft (61 m) bis 500 ft (152 m) voneinander entfernt) das Seebett bildeten. In den 1920er Jahren sah sich J Harlen Bretz die Landschaft genauer an und schrieb Pardees Theorie der Dammbrüche und der resultierenden vom Lake Missoula ausgehenden massiven eiszeitlichen Fluten fort.
In den Channeled Scablands sind die Dry Falls (südlich des Banks Lake), einer der größten jemals bekannt gewordenen Wasserfälle, ein ausgezeichnetes Beispiel.
Es ist möglich, dass Menschen Zeugen und Opfer der immensen Gewalten der eiszeitlichen Fluten waren. Archäologische Untersuchungen datieren die erste Anwesenheit von Menschen auf das Ende des Eiszeitalters, aber die rasenden Fluten schufen offensichtlich eine ausgeräumte Landschaft, so dass die Frage bleibt, wer, wenn überhaupt, überlebt haben sollte. Mit dem Ende des letzten Eisvorstoßes bekam der Columbia River seinen heutigen Verlauf. Das Flussbett liegt etwa 660 ft (ca. 200 m) unterhalb der Grand Coulee. Die Wände der Coulee reichen 1.300 ft (396 m) in die Höhe.

## Upper Coulee
Die Grand Coulee ist der längste und tiefste Canyon im östlichen Washington. Zu seinen einzigartigen Merkmalen gehören das gegenüber dem Ausgang tiefere Niveau am Eingang und das breiteste und höchste trocken gefallene Kliff in der Mitte. Es wurde durch den Erosions-Prozess an einem Wasserfall geschaffen, der zu einem Zurückweichen des Geländes führt; der einstige Wasserfall war doppelt so hoch wie die existierenden Dry Falls.
Die Grand Coulee besteht aus zwei Canyons mit einem offenen Becken in der Mitte. Die Upper Coulee wird vom Banks Lake ausgefüllt und ist 25 mi (40 km) lang mit 800 ft (244 m) bis 900 ft (274 m) hohen Wänden. Sie hat eine Verbindung zum Columbia River am Grand Coulee Dam und verläuft südwärts durch das umgebende Hochland. Der Eintritt zur Coulee liegt 650 ft (ca. 200 m) über dem Columbia. Einst war sie der Anfang des Verlaufs des eiszeitlichen Columbia River. Der Okanogan-Lappen des Wisconsin-Eisschildes dehnte sich südwärts über den Lauf des Columbia River hinaus bis zum südlich gelegenen Plateau aus und schuf so einen Eisdamm. Dieser Damm hielt das Wasser des Columbia im Glacial Lake Columbia zurück und leitete später während der Missoula-Fluten Wasser ins heutige östliche Washington, wodurch die Channeled Scablands geschaffen wurden.
Der Fluss fand in der Grand Coulee kein existierendes Tal vor, grub so sein eigenes Bett quer über die Wasserscheide hinweg und schuf so die Upper Coulee. Das Plateau ist nicht eben, sondern von Auffaltungen der Columbia River Basalt Group gekennzeichnet. Das abgeleitete Wasser des Sees traf im Nordwesten auf eine Monoklinale, eine steile Aufwölbung von 1.000 ft (ca. 300 m) Höhe. Der Lake Columbia stieg über die Bergkette an der höheren Seite der Monoklinale hinaus. Der neue Fluss sollte über den Rand hinabstürzen, 800 ft (ca. 200 m) abwärts in eine weite Ebene, wo sich heute Coulee City und der Dry Falls State Park befinden.
Erosion durch den Wasserfall

Die Upper Grand Coulee begann als etwa 200 m hohe Kaskade gerade nördlich des heutigen Coulee City. Als der Wasserfluss die Oberfläche erodierte, bildete er schließlich einen Wasserfall. Der Wasserfall setzte die Erosion in sein Hinterland (nordwärts) fort und schuf so den Canyon. Als der Wasserfall den Höhenzug zum Lake Columbia, d. h. das präglaziale Columbia Valley, erreichte, verschwand er schließlich und hinterließ die langgestreckte Kerbe. Heute wird Wasser aus dem Lake Roosevelt 280 ft (85 m) vom Grand Coulee Dam in den Banks Lake gepumpt, der als Ausgleichs-Reservoir dient und Wasser für die Bewässerung bereitstellt.
Die Existenz des Wasserfalls ist durch das Sturzbecken unmittelbar südlich von Coulee City an seinem einstigen Beginn evident. Dieses enthält mindestens 300 ft (ca. 100 m) Schutt, der unter der heutigen Oberfläche liegt. Der Fluss oberhalb der Fälle war seicht und viel breiter als die Schlucht. Daher dehnte er sich über den eigentlichen Wasserfall hinaus aus und schuf so mehrere seitliche Fälle. Diese existierten, bis das Zurückweichen des Hauptfalls ihnen das Wasser entzog. Der Northrup Canyon im Steamboat Rock State Park enthält einen trockenen Wasserfall, der so breit wie die Niagara-Fälle und dreimal so hoch ist. Der Steamboat Rock, 880 ft (268 m) hoch und 2,6 km² in der Fläche, steht heute als isolierte Erhebung, doch vor Zeiten schuf er zwei Wasserfälle. Als die Wasserfälle den Steamboat Rock im Norden passiert hatten, gelangten sie zu einer Granit-Basis nahe den Basalt-Flüssen. Granit besitzt nicht die vertikalen Strukturen von Basalt und Widerstand der Erosion durch den Wasserfall. Die Granitstrukturen verblieben als Hügel im weiten Grund der Coulee. Einige Kiesbänke sind entlang der Washington State Route 155 sichtbar. Sie belegen Gegenströmungen und Wirbel an der Rückseite der Felsstrukturen.

## Lower Coulee
Die Dry Falls sind der Beginn der Lower Grand Coulee. Der Great Cataract formte die Grenze zwischen der Upper und der Lower Coulee. Die Lower Coulee dehnt sich entlang der Monoklinale bis zum Soap Lake, wo der Canyon endet und das Wasser in das Quincy Basin abfloss. Das Quincy Basin ist mit Erosions-Schutt und -Schlamm aus der Coulee angefüllt. Die Lower Coulee schuf auch ihren eigenen Verlauf durch die Ebene. Belege dafür finden sich in den schrägen Ablagerungen, die auf den Hogback-Inseln im Lake Lenore und entlang der Washington State Route 17 von den Dry Falls bis zum Park Lake sichtbar sind. Zahlreiche Canyons fungierten als Verteilungs-System für die Wassermengen, die aus der Upper Coulee abflossen. Die Verteilung beginnt in dem unzerfurchten Becken unterhalb der Dry Falls und dehnt sich über 15 mi (24 km) aus, bevor sie das Quincy Basin erreicht. Einer der Katarakte (Unnamed Coulee) war 150 ft (46 m) hoch und hatte drei einzelne Abflüsse über eine Strecke von etwa einer Meile (1,6 km). Es gab kein eigentliches Flussbett, das Wasser kam auf breiter Ebene an. Die Schuttablagerungen des Quincy Basin repräsentieren lediglich ein Drittel oder gar ein Viertel der geschätzten 45,85 km³ der aus der Grand Coulee und weiteren verbundenen Coulees (Dry, Long Lake, Jasper, Lenore und Unnamed) abgetragenen Landmassen. Der Großteil des Schutts wurde über das Quincy Basin hinaus transportiert.

## Heutige Nutzung
Das Gebiet um die Grand Coulee ist eine Strauchsteppe mit einem durchschnittlichen Jahresniederschlag von weniger als 300 Millimetern. In der Lower Grand Coulee befinden sich die Seen Park, Blue, Alkali, Lenore und Soap. Bis vor kurzem war die Upper Coulee weitgehend trocken.
Das Columbia Basin Project veränderte dies ab 1952, indem es das ehemalige Flussbett als Netzwerk zur Verteilung von Wasser zu Bewässerungszwecken nutzt. Die Upper Grand Coulee wurde eingedämmt und in den Banks Lake umgewandelt. Der See wird durch Pumpen aus dem Lake Roosevelt (dem Stausee hinter dem Grand Coulee Dam) gefüllt und bildet den ersten Abschnitt eines 100 mi (161 km) langen Bewässerungssystems. Kanäle, Hebeeinrichtungen und weitere Dämme sind im gesamten Columbia Basin im Einsatz und versorgen mehr als 600.000 Acres (ca. 240.000 ha) Landwirtschaftsflächen.
Das Wasser hat die Upper Coulee und die umgebende Landschaft in ein Refugium für Flora und Fauna, z. B. für Weißkopfseeadler, verwandelt. Erholung ist ein nützlicher Nebeneffekt und schließt mehrere Seen, Mineralquellen, Jagd und Angeln sowie Wassersport aller Art ein. Der Sun Lakes State Park und der Steamboat Rock State Park liegen in der Grand Coulee. Die Flutung des Sees hat jedoch auf der anderen Seite ein großes Gebiet natürlicher Lebensräume und angestammter Jagdgebiete vernichtet sowie Indigene vertrieben.